# Олимпијска медаља
Олимпијска медаља се додељује успешним такмичарима на некој од олимпијских игара. Постоје три класе медаља које се могу освојити: златна, сребрна и бронзана, додељују се првом, другом и трећем месту. Додела награда је детаљно уређена олимпијским протоколима.
Дизајни медаља су се знатно разликовали од Игара 1896. године, посебно по величини медаља за Летње олимпијске игре. Дизајн одабран за игре 1928. остао је дуги низ година, све до његове замене на играма 2004. у Атини као резултат контроверзе око коришћења римског Колосеума, а не зграде која представља грчке корене. Медаље Зимских олимпијских игара никада нису имале заједнички дизајн, али редовно садрже пахуље и догађај на коме је медаља освојена.
Поред опште подршке својим олимпијским спортистима, неке земље обезбеђују суме новца и поклоне освајачима медаља, у зависности од класа и броја освојених медаља.